# Rafael Dudamel
Rafael Edgar Dudamel Ochoa, plus couramment appelé Rafael Dudamel, né le 7 janvier 1973 à San Felipe au Venezuela, est un footballeur international vénézuélien, aujourd'hui reconverti en entraîneur.
Il a également la particularité d'être pour un portier spécialiste des coups de pied arrêtés, et donc buteur, avec 23 buts en carrière.

## Biographie

### Carrière de joueur

#### En Équipe nationale
Rafael Dudamel est convoqué pour la première fois en sélection le 19 mai 1993 lors d'un match amical contre la Colombie (1-1). Le 9 octobre 1996, il marque un coup franc direct lors d'un match des éliminatoires de la Coupe du monde de 1998 contre l'Argentine (défaite 5-2). 
Il dispute cinq Copa América : en 1991, 1993, 1995, 1997 et 2001. Il dispute également 30 matchs comptant pour les éliminatoires des coupes du monde lors des éditions 1998, 2002, 2006 et enfin 2010.
Au total il compte 56 sélections et 1 but en équipe du Venezuela entre 1993 et 2007.

### Carrière d'entraîneur
Alors qu'il avait publiquement regretté la politisation de ses fonctions et évoqué son départ, Rafael Dudamel annonce le 1er avril 2019 qu'il reste à la tête de l'Équipe nationale en vue de la Copa America 2019 qui se déroulera au Brésil. Il démissionne le 2 janvier 2020. Le 27 février 2020, il est licencié par l'Atlético Mineiro après une élimination en Coupe du Brésil par une équipe qui évolue en quatrième division, mais aussi après l'élimination en Copa Sudamericana une semaine plus tôt. 

## Palmarès

### En club
- Avec l'ULA Mérida
  - Champion du Venezuela en 1991

- Avec l'Atlético Zulia
  - Champion du Venezuela en 1998

- Avec le Deportivo Cali
  - Champion de Colombie en 1998

- Avec le Millonarios FC
  - Vainqueur de la Copa Merconorte en 2001

- Avec le Mamelodi Sundowns
  - Champion d'Afrique du Sud en 2006

### Distinctions personnelles
- Élu meilleur footballeur vénézuélien en 1997, 1998 et 1999